# Max Lingner
Max Lingner, né à Leipzig le 17 novembre 1888 et mort à Berlin le 14 mars 1959, est un peintre et illustrateur de presse allemand.

## Biographie
Max Lingner est connu en France, sous la signature de Ling, pour les nombreuses illustrations qu'il réalise dans la presse antifasciste française entre 1930 et 1939.

### Débuts en Allemagne
Fils d'un xylographe, dont il est le cinquième et dernier enfant, il effectue de 1907 à 1913 ses études à l'Académie des beaux-arts de Dresde. En 1912 il obtient le prix d'État de Saxe. Il se marie en décembre 1913 et avec son épouse il poursuit des voyages d'études en France, en Angleterre, en Belgique et en Hollande. De 1914 à 1918 il  effectue la Première Guerre mondiale sur tous les fronts allemands. Il en sort pacifiste et révolutionnaire : en 1918 il est membre du Conseil des soldats de Kiel en Allemagne du nord. Il s'installe en 1919 aux bords de la mer Baltique puis revient en 1922 en Saxe à Weissenfels près de Leipzig d'où est originaire sa femme. Il exerce son métier de peintre et dessinateur et dessine ce qu'il voit : les ouvriers et les ouvrières de l'industrie de cette région d'Allemagne, notamment ceux du complexe de Leuna. Selon lui c'est au contact de cette classe ouvrière qu'il prend conscience de la lutte des classes et la traduit dans son art dans les pages de deux journaux communistes locaux Leunaprolet et Klassenkampf.

### En France

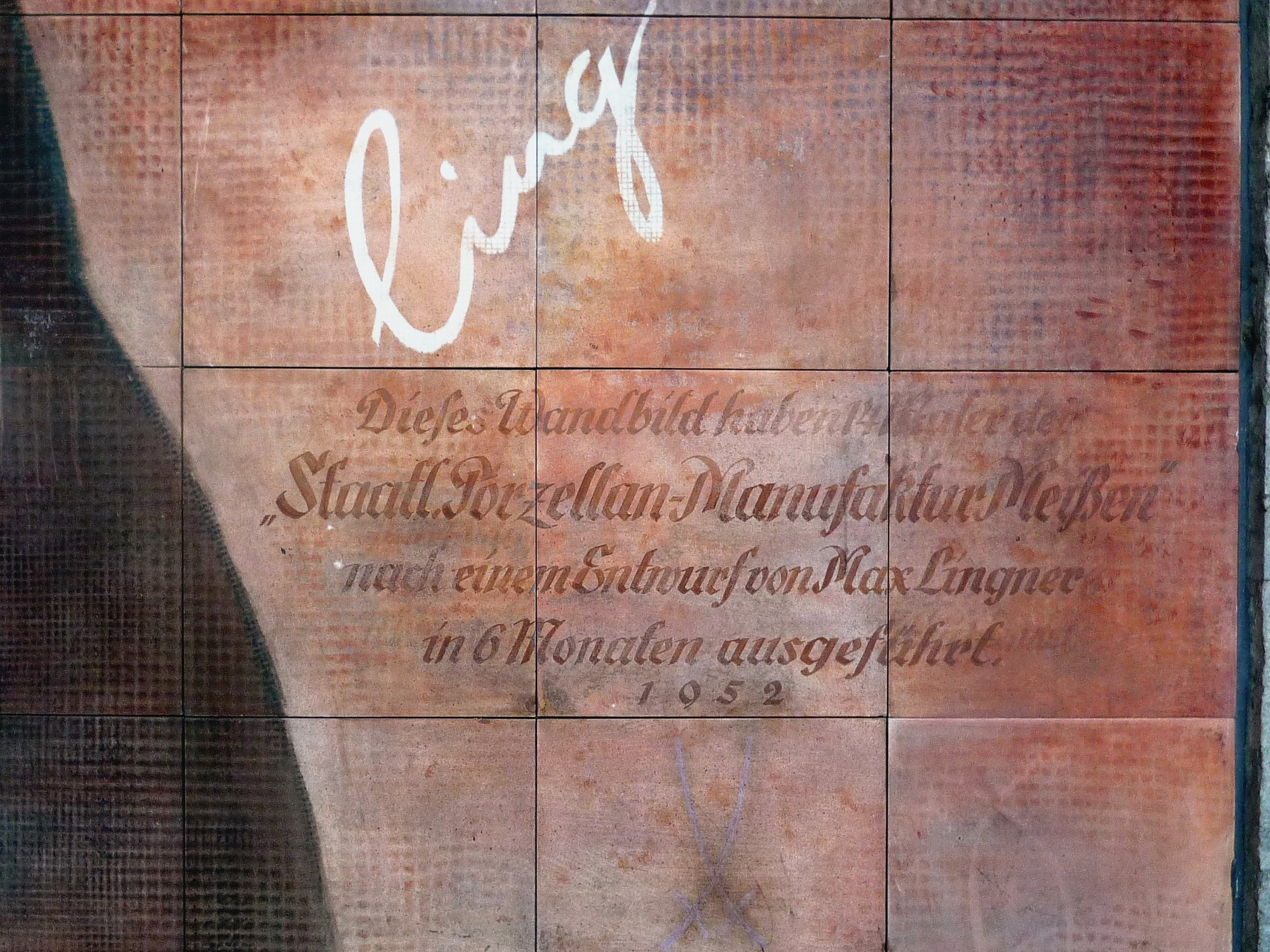
La signature Ling.

#### Dessinateur de la presse antifasciste à Paris
Sur les conseils de Käthe Kollwitz, il vient à Paris en 1928 et collabore de 1930 jusqu'en 1935 au magazine hebdomadaire Monde, dirigé par Henri Barbusse Antifasciste et communiste, il reste en exil en France  après l'arrivée au pouvoir de Hitler. Il participe comme dessinateur de presse aux titres de la presse communiste française. Membre de l'Association des écrivains et artistes révolutionnaires (AEAR), il adhère en 1934 au Parti communiste français. À partir de 1936 il dessine pour L'Humanité, l'organe  du PCF, pour L'Avant-Garde organe de la Fédération des jeunesses communistes de France, pour La Vie ouvrière, pour Regards et des journaux belges. Il crée aussi des décors pour la fête de L'Humanité,. Il illustre notamment les campagnes de solidarité en faveur de la République espagnole.

#### Internement et résistance
Bien qu'anti nazi convaincu et connu le gouvernement français l'interne en octobre 1939 : il séjourne au stade Roland-Garros transformé en camp de prisonniers, aux camps de Villerbon (Loir-et-Cher), de Cepoy (Loiret) puis au camp des Milles en Provence avant d'être transféré au camp de concentration français de Gurs, dont il a laissé de nombreuses illustrations de la vie quotidienne. Il participe ensuite à la Résistance où il sert d'agent de liaison en raison de sa connaissance de la langue allemande.

#### Dans la France libérée
À la Libération il reprend sa collaboration à L'Humanité. Il participe aux événements organisés par le Parti communiste français dont il est membre depuis 1934. Ainsi il offre un dessin à Maurice Thorez, pour son 47e anniversaire. Au début de l'année 1949, il rentre  dans sa patrie, en Allemagne, peu avant la création de la République démocratique allemande. Dernier legs de sa présence militante en France, il illustre le livre Visages de partout, publié par Dominique Desanti pour le 3e festival mondial de la jeunesse qui a lieu en 1951 à Berlin.

### Expositions à Paris
- Trois expositions de ses œuvres ont lieu à Paris quand il y séjourne, en 1933, en 1939, toutes deux à la galerie Billiet-Worms[18] et en 1947 à la galerie La Boétie[19].
- Mars - septembre 1970, le musée d'Art et d'Histoire de Saint-Denis (Seine-Saint-Denis) réalise une exposition[20] d'œuvres créées pendant la période où il a vécu en France : « Un peintre allemand en France. Max Lingner. 1929 - 1949 Peintures et dessins ».
- En mars 1984, le centre culturel de la RDA à Paris, ouvert à la fin de l'année précédente[21] consacre à Max Lingner une de ses premières expositions. Un témoin de la peine des hommes, titre dans la page « Culture » de L'Humanité le critique d'art Jean Rollin[22].
- Au printemps 2020, le musée de l'Histoire vivante, à Montreuil a organisé une exposition « Max Lingner. À la recherche du temps présent »[23] proposée par la fondation Max-Lingner-Stiftung de Berlin. L'inauguration en présence des représentants de la fondation Max-Lingner-Stiftung a eu lieu le samedi 14 mars, juste avant le confinement. Le musée a rouvert le 03 juin et l'exposition est prolongée jusqu'au 26 juillet: http://www.museehistoirevivante.fr/expositions/exposition-du-14-mars-au-26-juillet-2020/max-lingner-a-la-recherche-du-temps-present. Un montage diapos présente l'oeuvre de Max Lingner et aussi l'exposition: https://www.youtube.com/watch?v=Z2zWLaIRoxA.

En 1939, lors de l'exposition d'œuvres de Max Lingner, le critique d'art Georges Besson pouvait écrire dans Ce soir :
« Les croquis de Max Lingner sont depuis dix ans l'ornement de la presse prolétarienne (...) Lingner dispersa plus de 6 000 dessins d'une sensibilité très particulière et d'un trait expressif. Une occasion se présente de découvrir un autre aspect non moins humain de Lingner car il est le peintre de graves paysages parisiens (...) et de compositions à la gloire d'une jeunesse dont les attitudes disent la joie de vivre et la santé. »

### 1949 retour enRépublique démocratique allemande

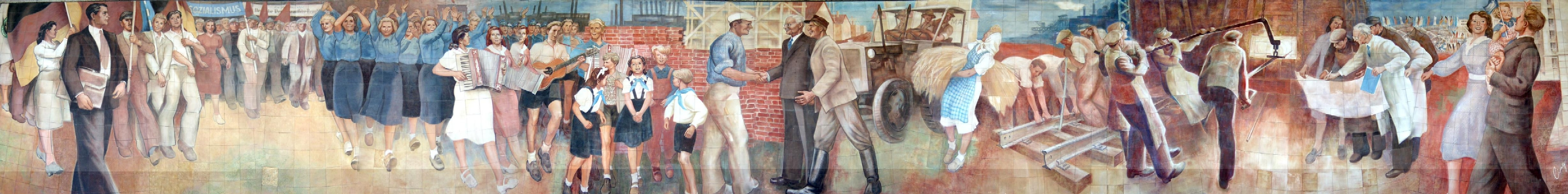
Reconstruction de la République (Aufbau der Republik), mosaïque murale monumentale de 24 m sur 3 m, réalisée par Max Lingner à Berlin en 1952-1953, pour la « Detlev-Rohwedder-Haus ».

Désireux de participer à la construction d'une Nouvelle Allemagne il rentre à Berlin en mars 1949, où il est professeur à l'École des Beaux-arts et des Arts appliqués. Le 1er mai 1949 la « une » du quotidien Neues Deutschland est illustrée d'un dessin de Ling. L'année suivante il entre à l'Académie des Arts de Berlin (RDA), chargé d'une classe de maître à l'Académie. Il reçoit notamment la commande de l'État pour une œuvre destinée à l'ornementation de la Maison des ministères à Berlin. Cette œuvre monumentale de Lingner, dont le projet initial de 1950 fut considérablement remanié dans un sens plus « réaliste socialiste », est inaugurée en janvier 1953, peu de temps avant la révolte berlinoise de juin 1953. Elle subira la censure lors de la réunification en 1990. Il réalise entre 1951 et 1955 un tableau sur la guerre des Paysans allemands (Der Grosse Deutsche Bauernkrieg) pour lequel il obtient une seconde fois, après l'avoir déjà reçu en 1952, le prix national de la RDA.
Il poursuit à Berlin son travail de dessinateur illustrateur pour des auteurs allemands ou traduits en allemand, tels Willi Bredel, Anna Seghers, Howard Fast et Paul Tillard.
« Ling » meurt à Berlin en mars 1959. Il y est inhumé.

#### Expositions en Allemagne après sa mort
- Juin - juillet 1969 à Berlin : « Max Lingner in Frankreich, Gemälde, Aquarelle, Pressezeichnungen, 1929-1949 ».
- Septembre - novembre 1976 à Rostock : « Max Lingner, Gemälde, Aquarelle, Pressezeichnungen »
- Novembre 1988 - janvier 1989 à Berlin : Exposition Max Lingner, à l'occasion du centenaire de sa naissance.

## Les titres de la presse francophone auxquels a collaboré Max Lingner
- Monde, dont il réalise plus d'une dizaine de "unes"[32],[33],[34] entre le 5 septembre 1931 et le 10 octobre 1935 et de nombreuses illustrations en pages intérieures à partir de 1930.
- L'Avant-garde, dont il réalise plusieurs dessins en "une" de 1935 à 1939.
- La Vie ouvrière, dont il réalise notamment la "une" du numéro du 1er mai 1938[35]
- L'Humanité, de 1936 à 1939 et de 1944 à 1949. Il y réalise de nombreux dessins en "une", et illustre plusieurs séries d'articles en pages intérieures sur  Paris. Il illustre également avant la guerre des feuilletons d'Alexandre Dumas publiés dans ce journal, La reine Margot[36], Le comte de Monte Cristo[37]. Ce feuilleton au long cours ne sera pas terminé du fait de l'interdiction de parution du journal après le 26 août 1939[38]. En 1946 il illustre un autre feuilleton : Les aventures de Thyl Ulenspiegel et de Lanime Gœdzak, de Charles De Coster. L'année suivante ce sont deux romans dont ses dessins accompagnent la parution en feuilleton : Gouverneurs de la rosée[39] de Jacques Roumain, et Martin Eden de Jack London[40].
- Regards, où il illustre des nouvelles et des romans, tels Fièvre au village de Ludovic Massé[41] ou Deux villes (A Tale of two cities) un roman de Charles Dickens qui paraît durant l'été 1936[42].
- Jeunes filles de France, journal de l'Union des jeunes filles de France.
- Le Drapeau Rouge, organe du Parti communiste belge.
- Almanach Ouvrier et Paysan de L'Humanité, entre 1936 et 1949 il participe à cette publication en[43] : 
  - 1936 : illustrations d'une nouvelle, Acier, de Philippe Logier.
  - 1937 : 26 illustrations pour un roman prolétarien, L'étau, écrit par Pierre Bochot (60 pages)
  - 1938 : illustration pour un poème chanson d'Eugène Pottier, La Commune n'est pas morte.
  - 1939 : 26 illustrations pour un roman de Tristan Rémy, Une nuit de réveillon (40 pages)
  - 1948 : illustrations pour deux nouvelles, Une mère russe de Tatiana Oks, un Jeu d'Albert Maltz.
  - 1949 : 3 illustrations pour une nouvelle de la soviétique Wanda Wassiliewska, Le dernier conte de Schéhérazade.

## Distinctions
- En 1952 et en 1955, il obtient le « Prix national pour l'Art et la Littérature de la RDA ».
- En 1954 il est décoré de l'« Ordre patriotique pour le Mérite ».
- En 1958 il reçoit la « Médaille des combattants contre le fascisme, 1933-1945 ».

## Œuvres
- Philatélie

La République démocratique allemande a émis 5 timbres-poste reprenant des dessins de Max Lingner. Parmi eux une série de quatre valeurs commémore en 1988 le centième anniversaire de la naissance de l'artiste, en appui à l'exposition qui lui est consacrée.
- Livres
  - (de) Der Ziegenhirt (en français, Le chevrier) texte de Henri Barbusse, dessins de Max Lingner, Alfred Holz Verlag, Berlin, 1973.
  - Le livre d'heure du travailleur, poèmes (bilingues) de Jacques Gaucheron, 24 dessins de Max Lingner, co édition  Éditeurs français réunis, Paris et Verlag Philipp Reclam, Leipzig, 1978.
  - (de) Max Lingner, Gurs. Bericht und Aufruf. Zeichnungen aus einem französischen Internierungslager 1941, Dietz Verlag, 1982, 37 p. (ISBN 3-87682-757-4).